# Пало Верд (Калифорнија)
Пало Верд (енгл. Palo Verde) насељено је место без административног статуса у америчкој савезној држави Калифорнија.

## Демографија
По попису из 2010. године број становника је 171, што је 65 (-27,5%) становника мање него 2000. године.
| Група             | 2000.       | 2010.       |
| Белци             | 178 (75,4%) | 122 (71,3%) |
| Афроамериканци    | 2 (0,8%)    | 2 (1,2%)    |
| Азијати           | 0 (0,0%)    | 1 (0,6%)    |
| Хиспаноамериканци | 46 (19,5%)  | 33 (19,3%)  |
| Укупно            | 236         | 171         |